# Louis Marie de Narbonne Lara
Louis Marie Jacques Almaric, conde de Narbonne-Lara (Colorno, 23 de agosto de 1755 – Torgau, 17 de novembro de 1813) foi um general e diplomata francês. Era supostamente filho ilegítimo do rei Luís XV de França.

## Biografia
Ele nasceu em Colorno, Ducado de Parma e Placência. Era filho de Françoise de Chalus, amante do rei Luís XV de França e, dama de companhia da princesa Adelaide de França, e do nobre Jean-François Narbonne. 
Vários historiadores consideram que Louis-Marie de Narbonne-Lara é um filho ilegítimo do rei Luís XV de França e de Françoise de Chalus, entretanto muitos outros acreditam que na verdade ele era fruto de uma relação incestuosa entre o rei e sua filha a princesa Adelaide.
Ele foi criado em Versalhes com as Princesas da França. Sua educação era principesca, inclinada principalmente para os estudos clássicos e uma rígida formação militar; frequentou as principais cortes da Europa, onde pode se familiarizar com as línguas estrangeiras (alemão e inglês), o que também contribuiu para sua formação diplomática.
Ele foi feito Coronel do Exército com a idade de vinte e cinco anos.
Em 1782 casou-se com Adélaïde Marie de Montholon com quem teve duas filhas.
Seu nome de nomes inscritos no Arco do Triunfo. Há um total de 660 nomes, a maioria dos quais de generais que serviram o Primeiro Império Francês (1804–1814) e alguns outros a Revolução Francesa (1789–1799).

Ele faleceu em 17 de novembro de 1813 em Torgau, na Saxônia.